# آقامحمد بیدآبادی
آقامحمد بیدآبادی (زادهٔ ۱۱۱۷ ق - درگذشته ۱۱۹۸ ق)، حکیم و عارف متأله و از مراجع شیعه قرن دوازدهم قمری در اصفهان است. محمدرفیع گیلانی، پدر وی در اصل، گیلانی بوده و سپس در بیدآباد اصفهان اقامت گزید. آقامحمد در آنجا زاده و همان‌جا درگذشته است. اوایل عمر بیدآبادی مقارن با پایان صفویه و غائله افغانها است. وی در عصر خود احیاگر فلسفه شیعی (حکمت صدرایی) بود و اکثر فلاسفه متأخر، سلسله اساتیدشان به مولی علی نوری و از وی به بیدآبادی منتهی می‌گردد. او همچنین سرحلقه عرفای شیعه به حساب آمده و در زمینه فقاهت هم از تاثیرگذاران عصر خود بوده است.
وی از شاگردان عرفانی سید قطب‌الدین محمد نیریزی شیرازی (قطب سی و دوم سلسله ذهبیه صاحب منظومه فصل الخطاب) بوده و از این طریق به سلسله ذهبیه و عرفای قدیم متصل می‌گردد. همچنین محمداسماعیل خواجویی (م ۱۱۷۳ ق) استاد علوم حکمی وی بود.

## سرحلقه عرفای شیعه
چندین حلقه از سلسله عرفای متشرع شیعه معاصر به بیدآبادی می‌رسند تا جایی که بعضی وی را به سلسله ذهبیه نیز منسوب دانسته‌اند:
در مکتب تهران: سید روح‌الله خمینی شاگرد محمدعلی شاه‌آبادی شاگرد میرزا هاشم اشکوری (م ۱۳۳۲ ق) شاگرد محمدرضا قمشه‌ای شاگرد سید رضی لاریجانی شاگرد میرزا عبدالجواد شیرازی شاگرد آقامحمد بیدآبادی
در مکتب نجف: سرسلسله عرفای معاصر سید علی قاضی به اعتباری از دو طریق به آقامحمد بیدآبادی و سپس سلسله عرفای قدیم می‌رسد:

طریق اول: سید علی قاضی شاگردِ -پدر خود- سید حسین قاضی طباطبایی شاگردِ امامقلی نخجوانی شاگردِ سید قریش حسینی قزوینی شاگردِ ملا محراب گیلانی شاگردِ آقامحمد بیدآبادی.

طریق دوم: سید علی قاضی شاگردِ سید احمد کربلایی شاگردِ ملاحسینقلی همدانی شاگردِ سید علی شوشتری [به نقلی] شاگردِ کاشف دزفولی شاگردِ آقامحمد بیدآبادی.
سلسله عرفانی برخی عارفان متشرع ساکن نجف و کربلا، مانند سید احمد کربلایی، سید مرتضی کشمیری، ملافتحعلی سلطان آبادی و سیدمهدی بحرالعلوم به بیدآبادی منتسب شده‌اند.
همسانی دستورهای عرفانی این عارفان با دستورهای بیدآبادی، اتصال آنان را به مکتب تربیتی وی مسلّم می‌دارد.

## آثار
تاکنون چند نامه عرفانی و یک رساله فلسفی از بیدآبادی منتشر گردیده است.
- تذکرة السالکین
- آداب السیر و السلوک
- التوحید علی نهج الترجید
- رساله‌ای در کیمیا[۹]